# Пальмовые танагры
Пальмовые танагры (лат. Phaenicophilus) — род воробьиных птиц из семейства Phaenicophilidae.

## История изучения
Традиционно род относили к семейству танагровых, хотя исследователями отмечалось морфологическое различие от других представителей семейства. Генетическое отличие этих родов подтверждено генетическими исследованиями 2013 и 2015 годов. Род Phaenicophilus выделили в семейство Phaenicophilidae с родами Xenoligea и Microligea, которых ранее относили к семейству древесницевых.

## Описание
Тело длиной 17—18 см, вес тела 24—32 г.
Эндемики острова Гаити.

## Классификация
В род включают 2 вида:
- Черношапочная пальмовая танагра[1] (Phaenicophilus palmarum)
- Серошапочная пальмовая танагра[1] (Phaenicophilus poliocephalus)